# Элвин и бурундуки 2
«Э́лвин и бурундуки́ 2» (англ. Alvin and the Chipmunks: The Squeakquel) — американский анимационный музыкальный комедийный фильм 2009 года, снятый Бетти Томас по сценарию Джона Витти и команды сценаристов Джонатана Айбеля и Гленна Бергера, основанный на персонажах «Элвин и бурундуки», созданных Россом Багдасарян-старшим и Дженис Карман. Это вторая часть игровой серии фильмов «Элвин и бурундуки» и продолжение фильма «Элвин и бурундуки» (2007). 
В фильме снимались Закари Леви, Дэвид Кросс, Джейсон Ли, Джастин Лонг, Мэттью Грей Габлер и Джесси Маккартни. Кристина Эпплгейт , Анна Фэрис и Эми Полер озвучивают новых персонажей, Бурундушек. В фильме показано, как Бурундуки поступают в среднюю школу и находятся под опекой двоюродного брата Дэйва Севильи, Тоби, в то время как Ян Хоук нанимает Бурундушек, чтобы восстановить свою карьеру.
«Элвин и бурундуки 2» был выпущен в США 23 декабря 2009 года компанией 20th Century Fox. Фильм получил неоднозначные и отрицательные отзывы критиков, которые раскритиковали чрезмерную зависимость от фарса, но похвалили темп. Однако во всем мире он собрал 443,1 миллиона долларов при бюджете в 70 миллионов долларов. Позже были выпущены два сиквела: «Элвин и бурундуки 3» в 2011 году и «Элвин и бурундуки: Грандиозное бурундуключение» в 2015 году.

## Сюжет
У группы «Элвин и бурундуки» снова благотворительный концерт в Париже. Во время концерта Элвин случайно отправляет Дэйва в больницу. Там бурундуки узнают, что они, прилетев домой, будут ходить в школу. В аэропорту бурундуков встречают родственники Дэйва: Тоби — его племянник — и тётя Джеки. Но по вине Тоби тётя Джеки также попадает в больницу.
Во время поиска еды Элвин находит упаковку с сырными шариками и поёт песню про них, но, пытаясь открыть пакет, он сбивает сковородку и тем самым устраивает небольшой погром. Тоби не следит за ними (так как был увлечён игрой в файтинг), и Саймон говорит Теодору, чтобы он не беспокоился насчёт парня. Братья-бурундуки решают развлечься, прокатившись на соковыжималке под песню «You Spin Me Round (Like a Record)», но вылетают из чашки прямо в набор посуды.
И тут неожиданно из больницы звонит Дэйв. Бурундуки не решились сказать, что тётя Джеки в больнице, и соврали, что она готовит обед из пяти блюд; Теодор же оговаривается, что она якобы «танцует вокруг шеста», и Дэйв начинает подозревать ребят в обмане и, разумеется, кричит на Элвина. Ночью Теодору снится кошмар, и он идёт к Тоби, чтобы поспать с ним, но парень ещё сильнее пугает его, говоря, что ему нечего бояться, «если только орёл не прилетит и не разрушит семью». Утром Элвин будит Тоби, чтобы он выключил будильник, который тот поставил для отправки бурундуков в школу West Eastman, где до этого учился сам.
Добравшись до школы, Элвин говорит братьям, что учёба — это «не сложней прогулки по парку», но, увидев толпу учеников в коридоре, добавляет: «по парку кошмаров и ужасов». Около лестницы ребят встречает директор школы Рубин и проводит их до класса, в котором они будут учиться. Тут все девочки обращают на них внимание, что очень раздражает лидера команды по американскому футболу Райана.
А тем временем в «Jett Records» обанкротившийся Ян Хоук рассказывает, что у него было. Теперь он живёт в подвале студии звукозаписи, и грозится отомстить бурундукам за сломанную жизнь. По случайному стечению обстоятельств, на студию через почту приезжают трое сестёр-бурундучих: Британи, Джанетт и Элеонора. Они надеялись найти Хоука для их продвижения на музыкальный олимп и для знакомства с Элвином, Саймоном и Теодором. Ян приглашает их в «офис», который находится на крыше здания, и послушав, как сестрёнки исполняют песню Корин Бэйли Рэй «Put Your Records On», говорит, что будет «самым первым их фанатом». На вопрос о том, где же знаменитые поющие бурундуки, он рассказал, что больше не продвигает группу и говорит про братьев гадости (которые они якобы ему сделали, прежде чем уйти), а также предупреждает девочек, чтобы они не доверяли им, если их встретят.
В школе «Элвин и бурундуки» все во внимании учениц. Это не нравится Райану, и он угрожает им расправой, если они хоть раз подумают о девушках. Элвин, поняв эти слова буквально, окончательно злит Райана, и вся футбольная команда гонится за братьями. Догнав Саймона, спортсмены окунают его в унитаз, но Элвин успевает спасти его от смыва. Тем временем хулиганы начали издеваться над Теодором, и Саймон с Элвином в ярости нападают на них. После этого происшествия директор отстраняет их от учёбы, но просит, чтобы бурундуки выступили за школу на конкурсе по поддержке музыкального образования. Кроме того, она признаётся, что тоже является их фанаткой, и бурундуки соглашаются на выступление.
На следующее утро бурундуки прячутся в бочке для туалетной воды, где их находит Тоби. Элвин говорит ему, что если они и пойдут учиться, то их оттуда «вывезут на катафалке». Тоби же убеждает их, что всё будет в порядке, ибо первое впечатление бывает обманчиво. На уроке физической культуры все играют в вышибалы. Саймона и Теодора выбивают сразу, но когда Райан кидает мяч в Элвина, тот ловит его. Впечатлённый этим, Райан предлагает Элвину вступить в их команду. На обеде Элвин представляет, как он играет в футбол, и присоединяется за стол к спортсменам.
Тем временем Ян звонит своему другу и предлагает новый супер-проект с бурундушками, но друг бросает трубку. И тут Хоук узнаёт из газеты, что группа «Элвин и бурундуки» будут выступать на школьном концерте, и говорит девочкам, что они должны пойти туда.
Из-за того, что Элвин связался с парнями из футбольной команды, Саймон начинает злиться на брата, потому что он не выполняет свои обещания и думает только о себе. В коридоре их встречает Теодор, и спрашивает, что же они споют на концерте. Элвин, «цитируя» Райана, говорит, что они в любом случае справятся, ведь никого нет «круче их». И тут троица внезапно встречается с Британи, Джанетт и Элеонорой, и между ними происходит взаимная симпатия. На репетиции братья не могут хорошо спеть, так как они постоянно думают о бурундушках. Тут в актовый зал заходит Тоби, чтобы забрать бурундуков домой, и, узнав в девушке-пианистке бывшую одноклассницу и подругу, от неожиданности случайно ломает музыкальные инструменты, после чего уходит. Затем появляется Ян: он предлагает выступить своей группе на концерте и провести голосование, кто будет лучшим. И Британи с сёстрами исполняют сразу две песни: «Hot n Cold» и «Single Ladies». После небольших препирательств директриса соглашается на соревнование.
Но на голосовании бурундуки не смогли выступить, так как Элвин, играя за школу в футбол, опоздал на выступление, из-за чего окончательно рассорился с Саймоном. Опечаленный ссорой Теодор наутро отправляется в зоопарк (где надеялся встретить сурикатов, которых он видел по телевизору), но зверьков перевели в другой вольер, а на их месте оказался орёл. Вовремя подоспевшие Элвин и Саймон вместе с Тоби спасают брата и в итоге мирятся друг с другом.
А в это время бурундучих пригласили открывать шоу Бритни Спирс, но таким образом они должны пропустить музыкальный конкурс в школе. Ян намекает, что Британи может поехать на открытие шоу одна (ведь, по его мнению, она лучшая из всех трёх), но та говорит, что не бросит сестёр. За это Хоук угрожает им отправкой на мясо для барбекю и сажает их в клетку. После этого Британи звонит Элвину и просит подменить их на конкурсе, но Элвин говорит, что спасёт их, и попросил Саймона объяснить Джанетт, как открыть замок. Немного позже Элвин догоняет лимузин Хоука на игрушечном мотоцикле и спасает девочек, но Ян решает достать их с помощью игрушечного вертолёта. Ребята прыгают на вертолёт и кидают в Яна каски (чтобы забрать у него пульт управления), а Элеонора кидает в него ботинки со словами: «Ты ошибся, мне это не нужно» (Ян ранее сказал ей, что она должна выглядеть выше, для чего и дал ей обувь на каблуках). Тоби, обыскав весь двор и не найдя Элвина, решает выиграть время: он выбегает на сцену и поёт придуманную им на ходу песню (которую он посвящает пианистке), и в конце песни Элвин с бурундушками влетают через окно. В конце концов, шестёрка бурундуков выигрывает конкурс с песней «We Are Family». В это время Ян пытается сам дать концерт на стадионе, но это у него не получается, и его с позором выгоняют.
На школьное выступление успевает приехать Дэйв, который накануне в очередной раз позвонил домой, где Тоби рассказал ему всю правду про тётю и бурундуков, и решил сбежать. Элвин спрашивает Дэйва, как бы он скучал, если бы их было шестеро, поскольку «бурундушкам негде спать». Все веселятся под песню «Shake Your Groove Thing». В конце фильма Дэйв желает ребятам «спокойной ночи», но Элвин не хочет спать, и между Дэйвом и Элвином возникает небольшая перепалка из-за ночника. После этого Элвин всё же выключает свет, но Дэйв поскальзывается о скейтборд и, выведенный из себя, вновь кричит коронную фразу: «Элвин!!!».
В середине титров показывается, как хулиганов-спортсменов наказали и заставили отмывать и очищать от грязи всё, включая деревянные трибуны. А в сцене после титров Яна по окончании концерта выкидывают в мусорный ящик.

## В ролях
- Закари Ливай — Тобина «Тоби» Севилл
- Дэвид Кросс — Ян Хоук
- Джейсон Ли — Дэвид «Дейв» Севилл
- Джастин Лонг — Элвин Севилл (озвучка)
- Мэттью Грей Гублер — Саймон Севилл (озвучка)
- Джесси Маккартни — Теодор Севилл (озвучка)
- Эми Полер — Элеонора Миллер (озвучка)
- Анна Фэрис — Джанетт Миллер (озвучка)
- Кристина Эпплгейт — Британи Миллер (озвучка)
- Эрик Бауза — диггер (озвучка)
- Уэнди Мэлик — директор школы Рубин
- Анжела Джонсон — Джули Ортега
- Кэтрин Джустен — Джеки Севилье
- Кевин Дж. Шмидт — Райан Эдвардс
- Крис Уоррен-младший — Ксандер
- Бриджит Мендлер — Бекка Кингстон

## Отзывы

### Западные критики
Фильм получил по большей части негативные отзывы. Сайт Rotten Tomatoes сообщает, что 20 % из 80-ти критиков дали фильму позитивную оценку, средний балл при этом составляет 3,9 из 10-ти. Среди девяти топ-критиков, состоящих из популярных критиков авторитетных газет, веб-сайтов, телевизионных и радио программ, рейтинг фильма составляет 33 %. Вывод сайта гласит: «Этот „писквел“ способен развлечь детишек, но он совсем не энергичен и содержит много грубого юмора». На Metacritic средняя оценка по стобалльной шкале составляет 41 балл.
Некоторые отзывы были позитивными. Например, Джо Лейдон в журнале Variety назвал картину «лихорадочным, но бесспорно забавным продолжением, которое предлагает зрителю удвоенное число грызунов, поющих и танцующих вместе с живыми актёрами». В статье для Common Sense Media, Джеффри Андерсон, который оценил ленту в три звезды из пяти возможных, написал: «Забавные песни, милые бурундуки, и фильм, кажется, имеет сердце».
Оуэн Глейберман из Entertainment Weekly оценил фильм на «C-». В своём обзоре он написал следующее: «Дети съедят эту симпатичную бессмыслицу? Конечно съедят, независимо от того, что вы им покажете. Но этот факт не делает „псиквел“ полезным для детей». Сью Робинсон из Radio Times сказала, что «даже зрители старшего возраста могут найти в фильме что-то интересное, не говоря уж о молодёжи, которой понравится экшен и легко запоминающийся саундтрек».
После того как фильм собрал 112 миллионов долларов за первый уикенд в международном прокате, некоторые критики были разочарованы тем, что он оказался популярнее других вышедших в то же время фильмов, ориентированных на семейную аудиторию. Ричард Корлисс из журнала Time написал, что семейная аудитория предпочла бурундуков другим фильмам: «„Одноклассницы 2: Легенда о золоте Фриттона“, „Принцесса и лягушка“ или „Рождественская история“ выглядели достойными соперниками, но, в итоге, совместными усилиями смогли заработать лишь пятую часть от кассы бурундуков за тот же период».

### Российские критики
Российская критика также не баловала картину благосклонностью. Надежда Заварова на сайте «Кинокадр» удивляется, что сценаристы не справились со своей задачей, работая аж вшестером — сценарий, по её словам получился скучным, а сценаристы забрали из предыдущего фильма почти всё, соригинальничав лишь в том, что покалечили главного героя. Она также отмечает, что родители будут откровенно скучать, приведя своих детей в кинотеатр. Стас Елисеев из издания «TimeOut Москва» написал: «Беспардонная эксплуатация эффекта сжимания голосовых связок под воздействием гелия, тотальный, всё уничтожающий позитив и пропаганда художественной ценности ранней Бритни Спирс — всё это заставляет признать в „Элвине“ тот самый злобный американский масскульт, который сосёт из нас деньги, залезая в мозги к нашим детям».
Иван Данилов имеет более позитивный взгляд на картину: «Бурундуки по-прежнему образцово самоуверенны, динамичны, прекрасно, хотя местами и пошловато, шутят. Неудивительно, что два года назад они стали для маленьких зрителей настоящими героями и кумирами. На этот раз можно уверенно прогнозировать, что аудитория поклонников Элвина, Теодора и Саймона значительно увеличится».

## Саундтрек
- intro
- You Really Got Me (feat. Honor Society)
- Hot’n’Cold (Katy Perry)
- So What
- You Spin Me Round (Dead or alive)
- Single Ladies (Put a Ring on It)
- Bring it On
- Stayin' Alive
- The Song (feat. Queensberry)
- It’s OKEY
- Shake Your Groove Thing
- Put Your Records On
- I Want To Know What Love Is
- We Are Family
- No One (feat. Charice)
- I Gotta Feeling
- In The Family (Bonus Track)

## Продолжения
Вскоре после выхода фильма на DVD и Blu-ray компании Fox и Regency объявили, что выход фильма  Элвин и бурундуки 3D», который был позже переименован, запланирован на 16 декабря 2011 года. 22 января 2011 года компания Fox 2000 Pictures начала производство фильма во время круиза по Карибскому морю на корабле Carnival Dream. Съемки проходили в основном на верхних открытых палубах корабля, со сценами с участием актера Джейсона Ли (повторяющего его роль Дэвида) и выходками Бурундуков в зонах отдыха на открытом воздухе Carnival Dream. 
Четвертый фильм вышел 18 декабря 2015 года.